# بی‌عشق (فیلم ۱۹۸۲)
بی‌عشق (به انگلیسی: The Loveless) فیلمی محصول سال ۱۹۸۲ و به کارگردانی کاترین بیگلو است. در این فیلم بازیگرانی همچون ویلم دفو، رابرت گوردون و جی.دان فرگوسن ایفای نقش کرده‌اند.